# Jan Mszyca
Jan Mszyca (ur. 17 kwietnia 1945) – były polski piłkarz.
Piłkarz m.in. ŁKS-u Łódź, w barwach którego debiutował w II lidze w 1969 roku. Przez 2 lata gry na tym poziomie rozgrywek strzelił dla łodzian 18 bramek. W następnych latach, już po awansie ŁKS-u do ekstraklasy, dołożył 14 goli.